# Erekruis voor de Wereldoorlog
Het Erekruis voor de Wereldoorlog (Duits: Ehrenkreuz des Weltkrieges, Ehrenkreuz für Frontkämpfer of Frontkämpferehrenkreuz genoemd) was een Duitse onderscheiding. De laatste dragers van dit kruis dat aan de veteranen van de Eerste Wereldoorlog werd toegekend zijn inmiddels overleden.  
Het kruis werd op 13 juli 1934 door de Duitse Rijkspresident veldmaarschalk Paul von Hindenburg ingesteld. De aanleiding was de 20e verjaardag van het uitbreken van wat toen nog de "Grote Oorlog", de latere Eerste Wereldoorlog werd genoemd. De eerste kruisen werden in naam van Rijkspresident von Hindenburg uitgereikt. Na diens overlijden werd Adolf Hitler behalve kanselier ook Duits staatshoofd; de toekenningen gingen nu uit im Namen des Führers und Reichskanzlers.
De gerechtigden moesten het kruis zèlf aanvragen. Bij de kruisen voor ouders en weduwen van een gesneuvelde soldaat kreeg de weduwe voorrang. Wanneer de vader was gestorven mocht de moeder het kruis aanvragen. De kinderen, grootouders, broers en zusters hadden geen rechten. 

## De drie uitvoeringen
Er waren drie kruisen:
- Erekruis voor Frontstrijders in de Wereldoorlog (Duits: Ehrenkreuz für Frontkämpfer) Dit kruis is bronskleurig en heeft zwaarden tussen de armen.
- Erekruis voor Deelnemers aan de Wereldoorlog (Duits: Ehrenkreuz für Kriegsteilnehmer) Dit kruis in bronskleurig en heeft geen zwaarden.
- Erekruis voor de achtergebleven Weduwen en Ouders van Gesneuvelde Oorlogsdeelnemers uit de Wereldoorlog (Duits: Ehrenkreuz für die hinterbliebene Witwen und Eltern gefallener Kriegsteilnehmer) Dit kruis is zwart geverfd en heeft geen zwaarden.

Het kruis van de achtergebleven familieleden werd aan een lint gedragen dat "wit" was. In het Duitse decoratiestelsel hield dat in dat het lint min of meer het spiegelbeeld van het door de frontstrijders gedragen lint was.

## Het kruis
Alle kruisen zijn van gepatineerd ijzer. Het kruis meet 3,7 x 3,7 centimeter. De kruisen voor frontsoldaten en veteranen werd gebronsd, het kruis voor de nabestaanden was met een matte zwarte verf gekleurd. 
Het Erekruis voor Frontstrijders in de Wereldoorlog is versierd met een lauwerkrans. Daarbinnen staan de jaartallen 1914 en 1918 en het kruis is met twee diagonaal gekruiste zwaarden versierd. 
Het model voor veteranen die niet aan het front waren was versierd met een krans van eikenblad en mist de zwaarden.
Het model voor de nabestaanden was in alle gevallen versierd met een krans van eikenblad en mist de zwaarden. De achterkant van het kruis was glad. Daarop vindt men wel de stempels, cijfers of letters van de gecertificeerde bedrijven die de ongeveer 10 miljoen kruisen hadden mogen maken.
Aanvragen hadden voor 31 maart 1935 ingediend moeten zijn maar daarvan kon worden afgeweken. Nadat Duitsland delen van Polen, Frankrijk en België had geannexeerd werden ook daar alsnog Erekruisen voor de Wereldoorlog toegekend. In totaal zijn er in de periode voor 1936 6.202.883 kruisen met zwaarden en 1.120.449 kruisen zonder zwaarden uitgereikt. 345.132 weduwen en 372.950 ouders of ouderparen ontvingen een kruis ter herinnering aan hun omgekomen man of zoon. Ook na die datum werden nog kruisen toegekend wanneer de aanvrager wist te verklaren waarom hij of zij zo laat met de aanvraag was gekomen. Na de annexaties van Oostenrijk en het Sudetenland werden ook daar erekruisen verleend. Na het uitbreken van de Tweede Wereldoorlog zijn daar nog honderdduizenden kruisen in de Elzas, in Lotharingen en in de door Duitsland geannexeerde delen van Polen bij gekomen. In totaal zijn er rond de tien miljoen Erekruisen voor de Wereldoorlog toegekend.
| Batons van het Erekruis voor de Wereldoorlog | Batons van het Erekruis voor de Wereldoorlog | Batons van het Erekruis voor de Wereldoorlog | Batons van het Erekruis voor de Wereldoorlog |
| -------------------------------------------- | -------------------------------------------- | -------------------------------------------- | -------------------------------------------- |
| Frontstrijders                               | Oorlogsdeelnemers                            | Nabestaanden                                 |                                              |

## Draagwijze
De kruisen werden onmiddellijk na het IJzeren Kruis 2e Klasse op de linkerborst gedragen. IJzeren Kruis en Erekruis voor de Wereldoorlog kregen voorrang op de orden en decoraties van de voormalige Duitse staten. Een Erekruis voor de achtergebleven Weduwen en Ouders van Gesneuvelde Oorlogsdeelnemers uit de Wereldoorlog werd door de weduwe gedragen. Was de gesneuvelde soldaat ongehuwd, dan ontving de vader en na zijn dood de moeder het Erekruis voor de Wereldoorlog. Er waren ook miniaturen verkrijgbaar om op een rokkostuum te dragen. Het dragen van een knoopsgatversiering van het lint en het dragen van een lint zonder de zwaarden in het knoopsgat van een geklede jas was toegestaan.
Militairen droegen hun erekruis aan een in Pruisische stijl opgemaakt lint op de linkerborst. Bij minder formele gelegenheden droegen zij een feldspange, een rij vierkante batons. Wie een Erekruis voor Frontstrijders bezat bracht op het lint twee kleine gekruiste zilveren zwaarden aan.

## Het Erekruis voor de Wereldoorlog na de Tweede Wereldoorlog
Het Erekruis voor de Wereldoorlog is niet van een hakenkruis voorzien. In Duitsland is het verzamelen, tentoonstellen en verhandelen van nazi-onderscheidingen aan strenge wettelijke regels is onderworpen. Dit kruis valt, ook al stamt het gedeeltelijk uit het Derde Rijk, niet onder deze restricties.
De vier geallieerden hebben na de bezetting van Duitsland het dragen van alle Duitse orden en onderscheidingen, dus ook die uit het Duitse Keizerrijk van vóór 1918, verboden. Dat verbod is in de DDR altijd van kracht gebleven. Op 26 juli 1957 vaardigde de Bondsrepubliek Duitsland een wet uit waarin het dragen van onderscheidingen met daarop hakenkruizen of de runen van de SS werd verboden. Het dragen van de Orde van Verdienste van de Duitse Adelaar en het Ereteken voor de 9e November 1923, de zogenaamde "Blutorden", werd streng verboden. 
Ook het verzamelen, tentoonstellen en afbeelden van de onderscheidingen van de nazi's werd aan strenge regels gebonden. Een aantal onderscheidingen werd ontdaan van de hakenkruizen en soms van hakenkruis én adelaar. In deze gedenazificeerde uitvoering mochten sommige onderscheidingen worden gedragen. Dit kruis hoefde niet gedenazificeerd te worden en in de Bondsrepubliek was het dragen na 1957 toegestaan.